# Ventosa (strumento)

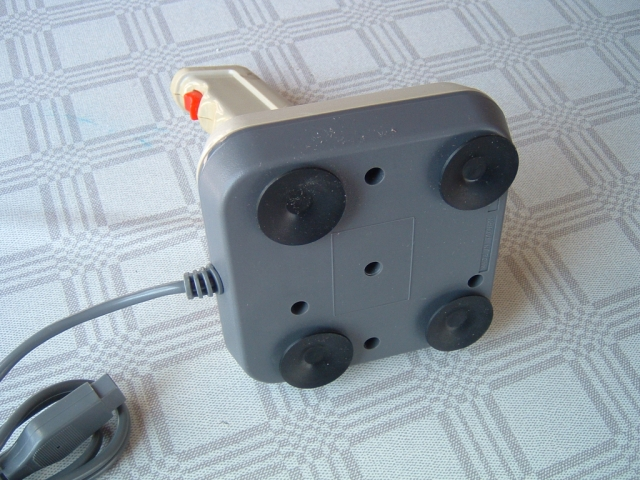
Ventose usate per fissare il joystick sul tavolo.

La ventosa è uno strumento che aderisce a una superficie liscia sfruttando la pressione generata al suo interno. Può essere di svariate forme, la più comune è quella circolare. Consiste essenzialmente in una camera in cui si viene a formare una depressione e il cui bordo è conformato in maniera da ottenere una buona tenuta al passaggio dell'aria. Una volta appoggiata sulla superficie sulla quale si vuol fare aderire, la camera interna viene posta in depressione, o deformando il corpo della ventosa per far aumentare il volume della camera, o aspirando l'aria per mezzo di una pompa. La forza con cui la ventosa aderisce alla superficie dipende dalla differenza fra la pressione interna e quella atmosferica e dalla superficie della ventosa.

## Storia
Si pensa che le prime ventose siano state usate nel terzo secolo a.C. e che fossero fatte con delle zucche, venivano usate per succhiare via gli umori dannosi dalle persone malate. L'invenzione di questa procedura viene attribuita a Ippocrate.
La ventosa moderna è stata brevettata nel 1882.

## Applicazioni pratiche
Ci sono numerose applicazioni in campo domestico delle ventose. Molto spesso vengono usate per fissare un apparecchio sul piano di lavoro (ad esempio i joystick o le piccole affettatrici).
Un altro uso molto comune in campo domestico sono i ganci a ventosa utilizzati per appendere piccoli oggetti alle pareti piastrellate o alle vetrate.
I vetrai usano delle ventose per movimentare le lastre di vetro. Un utilizzo particolare viene fatto dai carrozzieri che con particolari ventose possono riuscire a ripristinare la forma di parti di carrozzeria deformate.
In campo medico la ventosa viene usata per aiutare l'espulsione del feto, applicandola sullo stesso allo scopo di esercitare una trazione. Viene usata quando sia necessario accelerare il parto, per esempio in caso di modesta sofferenza fetale.
In ambito industriale le ventose sono utilizzate per il sollevamento di oggetti di varia natura  durante la lavorazione o in fase di imballaggio. Anche nel campo della robotica possono venir usate  per manipolare oggetti dalla superficie liscia.
Lo stura-lavandini, pur avendo la forma di una ventosa e potendo essere utilizzato come tale ha un funzionamento diverso. In questo caso il movimento impresso attraverso il manico alla coppa di gomma ha lo scopo di creare delle alternanze di pressione e depressione nel liquido presente in uno scarico intasato che riescono talvolta a smuovere il "tappo" di sporco presente nello stesso.